# Semmelweis
Semmelweis és una pel·lícula de drama biogràfic hongarès de 2023. Dirigit per Lajos Koltai a partir de guió de Balázs Maruszki, els papers principals inclouen H. Miklós Vecsei, Katica Nagy i László Gálffi. Immediatament després de la seva presentació, va rebre diversos premis en el Festival de Cinema Hongarès de Los Angeles. S'ha doblat i subtitulat al català.
A Nova York, en l'aniversari de la revolució de 1956 i de la lluita per la llibertat, l'estrena mundial de la pel·lícula va ser realitzada en el Museu de la Imatge en Moviment.